# Quinchamalium peruvianum
Quinchamalium peruvianum är en tvåhjärtbladig växtart som beskrevs av J. St.-hil.. Quinchamalium peruvianum ingår i släktet Quinchamalium och familjen Schoepfiaceae. Inga underarter finns listade i Catalogue of Life.